# AgoraVox
AgoraVox è un quotidiano online alimentato da redattori volontari e non professionisti, creato da Carlo Revelli e Joël de Rosnay nel marzo 2005, che propone degli articoli a redattore unico. AgoraVox si iscrive nella scia del giornale comunitario L'Écho du village (1998) e Indymédia (1999).

## Attività
Ad aprile 2009, quasi 40.000 volontari si sono iscritti come redattori sulla versione francofona. Una versione anglofona del sito è nata nel 2006, una versione dedicata ai buzz video nel 2007 e una versione italiana alla fine del 2008. Sono nate anche numerose declinazioni, come NaturaVox, CareVox, Orsérie e SportVox (realizzato in collaborazione con L'Équipe).
AgoraVox Italia è stato presentato alla stampa il 10 maggio 2008 nell'ambito della cerimonia di consegna del Premio per il Giornalismo Luigi Barzini senior. Ha aperto al pubblico il 1º settembre 2008 con un'inchiesta partecipativa sul tema "Camorra e rifiuti" a cui hanno collaborato anche Arnaldo Capezzuto e Luisa Maradei. A circa un anno dalla nascita AgoraVox Italia contava circa 400.000 lettori e 1500 autori. La versione italiana di AgoraVox è stata media partner dell'edizione 2010 del Festival internazionale del giornalismo di Perugia, di Global Voices e di YouReporter.it. AgoraVox Italia è anche partner del Premio giornalistico televisivo Ilaria Alpi per il progetto Citylab sulle periferie francesi e italiane per realizzare dodici video che ritraggano la situazione degli agglomerati ai margini delle grandi città. La redazione ha inoltre una parternship con la Facoltà di Lingue e letterature straniere dell'Università degli Studi di Cagliari.
Per AgoraVox scrivono giornalisti professionisti come Orsatti (Left), Calabrò (L'Espresso-Repubblica), Visani (RCS), Banelli (Yks TV), Gaspari (RAI), Lippo (Corriere della Sera), Nazzaro (Il Sole24Ore-Left), Mezza (RAI), Miglino (Diario), Carotenuto (RadioRai-La Stampa), Esposito (Il Mattino), Ravelli (Il Tirreno), Pitta (A), Brindisi (Il Messaggero), Patrignani (AGI), Ammaliato (Il Mattino), Muzio (Il Mattino). Inoltre tra i reporter troviamo ad esempio Sandro Ruotolo e Carlo Vulpio.
AgoraVox Italia è stato invitato dall'Unione europea al Council of Europe Forum for the Future of Democracy per contribuire allo sviluppo dell'informazione e della democrazia in Europa.

## La Fondazione
Il punto di partenza è costituito dalle ricerche di Carlo Revelli sull'Intelligenza Strategica su Internet.
Carlo Revelli ha annunciato la creazione della Fondazione AgoraVox sul sito stesso del giornale. Questa Fondazione è stata creata il 18 giugno 2008, ed è ormai un'entità indipendente. La sede è in Belgio per ragioni d'indipendenza (in Francia il ministro degli Interni fa parte automaticamente del consiglio di amministrazione delle Fondazioni di pubblica utilità). Lo scopo è di garantire l'indipendenza e l'autonomia del sito.
La nuova versione di AgoraVox ha sviluppato il concetto di link journalism con un nuovo strumento: TwitterVox.
AgoraVox ha lanciato in partenariato con Bakchich, LaTéléLibre, CoZop e Ouvertures, la rete Infovox che sostiene l'informazione libera e indipendente.

## Politica editoriale
La politica editoriale, come è definita nel sito, consiglia la “pubblicazione di informazioni tematiche inedite, reperite dai cittadini”.
Nel sito si trovano anche molti articoli di fondo, testi già editi altrove, commenti o editoriali spesso pubblicati nella rubrica ”tribuna libera”.
I cittadini sono potenzialmente dei rilevatori di informazione. Essi realizzano anche un lavoro di controllo e sorveglianza: grazie alle risorse del Net, possono fare un lavoro di sorveglianza, di messa in evidenza di contraddizioni e di menzogne nei discorsi politici, economici o in altri ambiti dove il clima di diffidenza tocca i media classici e le istituzioni pubbliche e nel settore economico e finanziario.
Il Comitato di redazione è costituito dai redattori-moderatori che hanno pubblicato quattro articoli su AgoraVox (circa 1000 moderatori fanno parte del Comitato di redazione) che possono votare su ogni articolo proposto dai singoli redattori In origine, per poter essere membri del Comitato di redazione, era necessario aver già pubblicato un certo numero di articoli su AgoraVox ed essere riconosciuto come redattore “di qualità”. Dal 5 dicembre 2007 diventa moderatore un redattore che abbia pubblicato almeno quattro articoli.
Gli articoli possono riprodotti dalla Fondazione AgoraVox su dei media partner e il loro utilizzo commerciale non è escluso. La responsabilità legale di un articolo è lasciata al suo autore.

## AgoraVox nei media
Alcuni articoli sono ripresi nella rubrica “blogs” di Yahoo! News Francia. AgoraVox è classificato coma blog partner di Yahoo! News Francia, ma non entra nella categoria Yahoo! News Francia “L'attualità al quotidiano”. Google News fa riferimento ad alcuni articoli di AgoraVox, erano circa 600 nel dicembre 2006 e più di 50.000 nel febbraio 2009. La sua versione americana fa riferimento da poco tempo agli articoli pubblicati sulla versione anglofona di AgoraVox.
La catena tedesca Deutsche Welle ha eletto AgoraVox miglior blog giornalistico francese nel 2005.
La rivista Nexus nº55 ha realizzato un dossier sulla questione dell'obbligo vaccinale in seguito all'inchiesta partecipativa condotta da luglio a ottobre 2007 su AgoraVox e coordinata dal giornalista Jean-Luc Martin-Lagardette (“L'obbligo vaccinale è ancora giustificato?”). Una seconda inchiesta partecipativa è stata lanciata all'inizio del maggio 2008 sulla questione della povertà in Francia. La terza inchiesta partecipativa concerne la problematica delle sovratasse delle Hotlines.